# Bjerkandera
Bjerkandera es un género de siete especies de hongos que se pudren en la madera en la familia Meruliaceae.

## Taxonomía
El género fue circunscrito por el micólogo finlandés Petter Adolf Karsten en 1879. La especie tipo, B. adusta, fue originalmente descrita como Boletus adustus por Carl Ludwig Willdenow en 1787. El nombre genérico honra al naturalista sueco Clas Bjerkander. Karsten incluyó siete especies además del tipo: B. dichroa, B. amorpha, B. fumosa, B. kymatodes, B. diffusa y B. isabellina. La mayoría de esas especies han sido trasladadas a diferentes géneros o sinónimos.
En una encuesta realizada en 1913 sobre los géneros de las poliporas, Adeline Ames incluyó a B. adusta, B. fumosa y B. puberula; el último hongo se coloca ahora en Abortiporus. Marinus Anton Donk incluyó solo a B. adusta y B. fumosa en una publicación de 1974. Algunos autores han sugerido fusionar estas dos especies en otros géneros, como Gloeoporus, Tyromyces o Grifola. El análisis filogenético molecular ha demostrado que los dos hongos Bjerkandera tradicionales forman un grupo monofilético que es hermano del hongo de la corteza Terana coerulea. Las especies cubanas poco conocidas B. subsimulans y B. terebrans, ambas descritas originalmente por Miles Berkeley y Moses Ashley Curtis, fueron transferidas a Bjerkandera por William Alphonso Murrill en 1907, y fueron aceptadas como especies válidas por Index Fungorum. Bjerkandera atroalba y B. centroamericana son dos especies neotropicales que se transfirieron a Bjerkandera y se describieron como nuevas, respectivamente, en 2016.

## Descripción

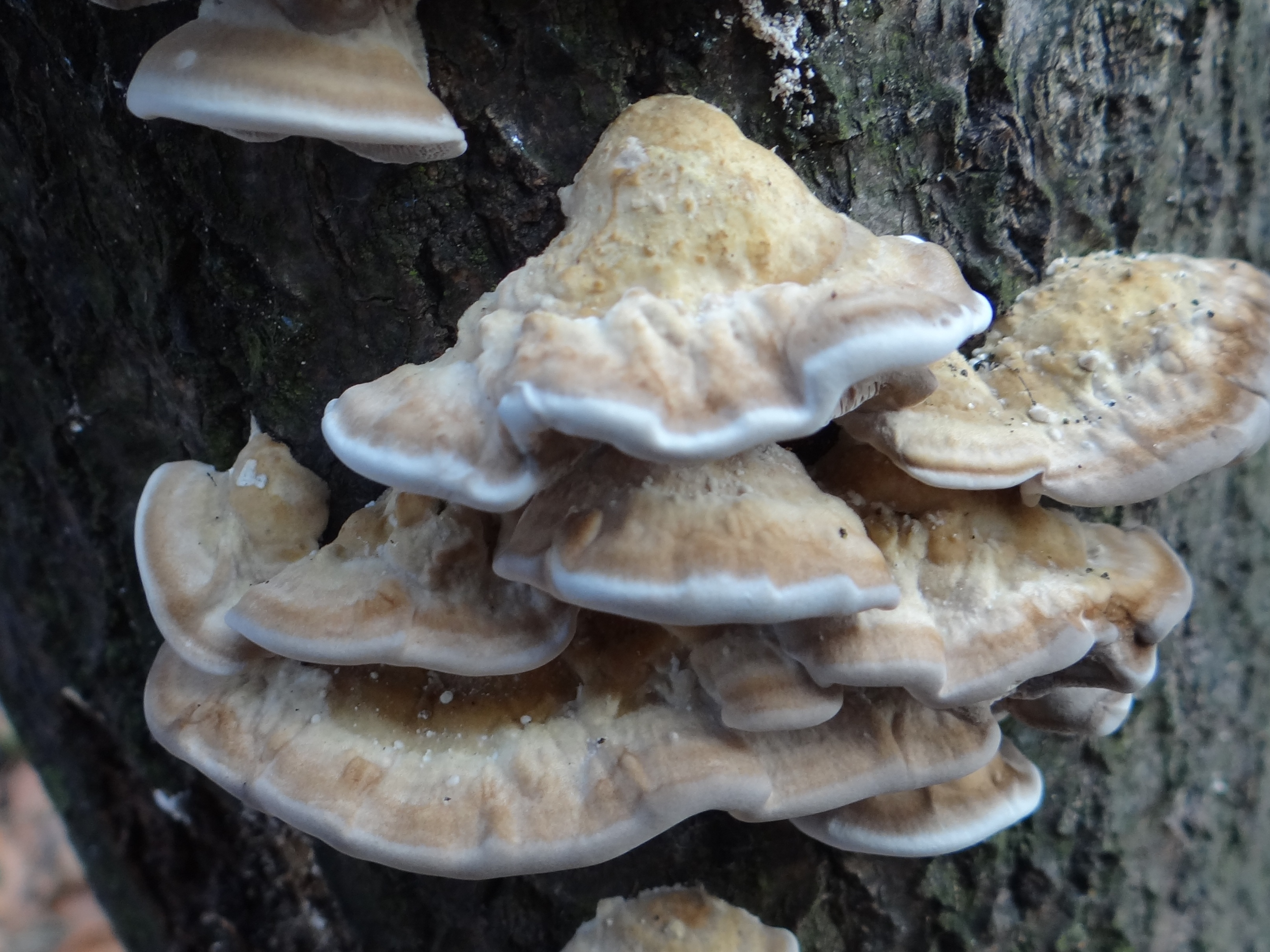
Bjerkandera fumosa

Los cuerpos frutales de los hongos Bjerkandera tienen tapas blandas y flexibles con una textura de superficie superior que va desde finamente velludo hasta suave. La superficie de los poros en la superficie inferior de la tapa varía de gris a negro o de color marrón grisáceo. Los tubos son del mismo color. Una zona oscura y más densa suele estar presente entre los tubos y el contexto, que suele ser blanco a brillante.
El sistema hifal en Bjerkandera es monomítico y contiene solo hifas generativas. Estas hifas tienen pinzas, y son delgadas a gruesas. Las cistidias están ausentes del himenio. Las esporas de Bjerkandera son suaves con una forma cilíndrica corta, paredes delgadas y no reaccionan en el reactivo de Melzer.

## Hábitat y Distribución
Los hongos Bjerkandera generalmente crecen en maderas duras, y rara vez están en coníferas. Causan una podredumbre blanca.

## Especies
- Bjerkandera adusta (Willd.) P.Karst. (1879)
- Bjerkandera atroalba (Rick) Westphalen & Tomšovský (2015)[7]
- Bjerkandera centroamericana Kout, Westphalen & Tomšovský (2015)[7]
- Bjerkandera fumosa (Pers.) P.Karst. (1879)
- Bjerkandera mikrofumosa Ryvarden (2016)[9]
- Bjerkandera subsimulans Murrill (1907)
- Bjerkandera terebrans (Berk. & M.A.Curtis) Murrill (1907)